# Ľubomír Hurtaj
Ľubomír Hurtaj (ur. 28 listopada 1975 w Topolczanach) – słowacki hokeista.
Jego brat Peter (ur. 1979) także został hokeistą.

## Kariera
- VTJ Topolczany (1993-1996)
- HK Preszów (1996)
- HK Spišská Nová Ves (1996-1997)
- HK Nitra (1997/1998)
- HC 05 Banská Bystrica (1997/1998)
- HK Spiska Nowa Wieś (1998-1999)
- HK Dukla Trenczyn (1999-2000)
- Slovan Bratysława (2000-2002)
- HC Pilzno 1929 (2002-2004)
- HIFK Hockey (2004)
- HC Energie Karlowe Wary (2004-2006)
- Lausanne HC (2005, 2006)
- Slovan Bratysława (2006-2007)
- Grizzly Adams Wolfsburg (2007-2008)
- HK Dukla Trenczyn (2008/2009)
- MHC Martin (2008/2009)
- HC Vítkovice (2009)
- HKm Zvolen (2009/2010)
- Guildford Flames (2009/2010)
- HSC Csíkszereda (2010-2013)
- Dunaújvárosi Acélbikák (2013)
- HC Nowe Zamki (2013-2015)
- CS Progym Gheorgheni (2015/2016)

Od stycznia do grudnia 2015 był trenerem klubu HC Nowe Zamki. W lutym 2015 ogłosił zakończenie kariery zawodniczej. W listopadzie 2015 został zawodnikiem rumuńskiego klubu CS Progym Gheorgheni.

## Sukcesy
Reprezentacyjne
- Srebrny medal mistrzostw świata: 2000

Klubowe
- Brązowy medal mistrzostw Słowacji: 2000 z Duklą Trenczyn, 2001 ze Slovanem Bratysława
- Trzecie miejsce w Pucharze Kontynentalnym: 2001 ze Slovanem Bratysława
- Złoty medal mistrzostw Słowacji: 2002, 2003, 2007 ze Slovanem Bratysława
- Brązowy medal mistrzostw Finlandii: 2004 z HIFK
- English Premier Cup: 2010 z Guildford Flames
- Złoty medal mistrzostw Rumunii: 2011, 2012, 2013 z HSC Csíkszereda
- Złoty medal MOL Liga: 2011 z HSC Csíkszereda, 2014 z HC Nowe Zamki
- Srebrny medal MOL Liga: 2013 z HSC Csíkszereda
- Złoty medal mistrzostw Węgier: 2014 z Dunaújvárosi Acélbikák

Indywidualne
- MOL Liga (2010/2011)
  - Drugie miejsce w klasyfikacji strzelców w fazie play-off: 11 goli
  - Pierwsze miejsce w klasyfikacji asystentów w fazie play-off: 18 asyst
  - Pierwsze miejsce w klasyfikacji kanadyjskiej w fazie play-off: 29 punktów
- MOL Liga (2012/2013)
  - Pierwsze miejsce w klasyfikacji strzelców w fazie play-off: 6 goli
  - Czwarte miejsce w klasyfikacji kanadyjskiej w fazie play-off: 7 punktów